# Carolina Arredondo
Carolina Paz Libertad Arredondo Marzán (Santiago, 20 de junio de 1986) es una actriz, directora de teatro y gestora cultural chilena. Desde el 16 de agosto de 2023 se desempeña como Ministra de las Culturas, las Artes y el Patrimonio del país, bajo el gobierno del presidente Gabriel Boric.

## Biografía
Nació el 20 de junio de 1986 en Santiago de Chile. Hija de Claudio Arredondo Medina, actor, director de teatro y exconcejal de La Florida (desde 2006 hasta 2012), y de Carolina Marzán Pinto, actriz y diputada de la República en representación del distrito n.º 6 (desde 2018). Es nieta de los también actores César Arredondo García y Gabriela Medina Espinoza.
Cursó sus estudios de actuación en la Escuela de Teatro de la Universidad Mayor, bajo la dirección de Rodrigo Pérez Müffeler y el decanato de Héctor Noguera. También cursó un diplomado en dirección estética en la Universidad de Chile.
Se ha desempeñado como creadora y docente del Preuniversitario Teatral de la Universidad Mayor y como docente de los ramos dirección de actores y de actuación, en la Escuela de Cine Chile. También ha sido una participante activa de la Fundación Internacional Teatro a Mil (Fitam), donde ha estado en diversas obras y siempre se ha mostrado vinculada a sus proyectos.
En 2019, Arredondo asumió como directiva nacional de Sidarte (Sindicato de Actores y Actrices de Chile), recibiendo un total de 41,1% de votos, siendo electa con primera mayoría para asumir el cargo.
Fue parte del miembro del Consejo Directivo del Centro Cultural Gabriela Mistral (GAM) en representación de la Corporación Cultural de la Ilustre Municipalidad de Santiago bajo la alcaldía de Irací Hassler. En 2022 asumió como consejera sectorial del Consejo Nacional de las Artes Escénicas del Ministerio de las Culturas, las Artes y el Patrimonio en el gobierno de Gabriel Boric.

## Carrera artística
A la edad de ocho años, realiza un pequeño papel en la telenovela Rojo y miel (1994) de Televisión Nacional de Chile. Más tarde, protagonizó Vigías del sur (1998-2000) de TVN y Discovery Kids, serie infantil que recibió el premio Fedepadre, y elegido el «Mejor programa infantil educativo» por el Ministerio de Educación de Chile.
Desde el 2006 hasta el 2009, integró la popular serie de comedia familiar Los Venegas, junto a su madre Carolina Marzán, donde interpretó a Camila Ríos Venegas. Anteriormente, su rol lo había interpretado la también actriz Maite Orsini. Ella había acompañado a su madre desde muy pequeña en las grabaciones de la comedia en los estudios de Chilefilms.
Como actriz de televisión ha participado en diversas telenovelas de Televisión Nacional de Chile (TVN) y Mega. Floribella, Martín Rivas, Solamente Julia, Pobre gallo y Amanda, han sido algunos de los éxitos de Carolina como actriz de reparto en el género televisivo.
En 2013 protagonizó la película Gritos del bosque del director Jorge Olguín. La película recibió dos premios en el Festival Internacional de Cine de Guadalajara en la ciudad de Los Ángeles.
En 2009 ganó un premio a la Mejor actriz por Heldenplatz en el Festival Nacional de Teatro Universitario (FESTESA). En 2012 ganó un premio a la Mejor actriz por Las tres hermanas cubanas en el Festival de Teatro de la Universidad Mayor. 
Fundó la compañía de teatro La Amotinada, en cargo de directora artística, y en 2013 estrenó como directora La pequeña historia de Chile de Marco Antonio de la Parra, y realizó una gira de teatro por la Región de La Araucanía.
En 2022 estrenó como actriz Blackbird, junto a Néstor Cantillana, bajo la dirección del argentino Claudio Tolcachir en Festival Internacional Santiago a Mil. La obra realizó una gira en Punta Arenas. En el mismo año, bajo su dirección, Carolina estrenó Clases de ética de Ronald Hein, en Teatro Mori Bellavista. La obra alcanzó gran recepción, que le permitió estrenar una nueva temporada durante el 2023.

## Carrera empresarial
Arredondo presentó el proyecto de reciclaje Tarikapuy a la Fábrica de Innovación del HUB de la Municipalidad de Providencia en 2019, el cual obtuvo el primer lugar. Tarikapuy fue uno de los más destacados en la Vendimia Fest Providencia, el cual recibió 2,200 kilos de vidrio reciclado, y en 2021, se adjudicó una licitación para liderar y ejecutar un proyecto piloto financiado por el Fondo para el Reciclaje del Ministerio del Medio Ambiente (MMA) en la Región de Los Ríos.

## Carrera política
Carolina Arredondo Marzán asumió como Ministra de las Culturas, las Artes y el Patrimonio del Estado de Chile, bajo el gobierno del presidente Gabriel Boric.

### Enfoque general y presupuesto
Bajo su liderazgo, el ministerio obtuvo un aumento del 45 % en el presupuesto cultural para 2025, reflejando un compromiso estatal sin precedentes en el apoyo a las políticas culturales.

### Convenciones y participación ciudadana
En diciembre de 2023 lideró la XVII Convención Nacional de las Culturas, las Artes y el Patrimonio con el lema “Cultura como bien público para el desarrollo sostenible”, remarcando que la cultura es herramienta de cohesión social.
En mayo de 2024 presentó la Cuenta Pública Participativa 2024, destacando la operación del programa Puntos de Cultura Comunitaria (294 organizaciones en 194 comunas, con financiamiento por más de $2.683 millones), y el lanzamiento de los Trenes Culturales, con una masiva respuesta ciudadana.

### Trenes Culturales
Lanzado en enero de 2024 en conjunto con EFE, los Trenes Culturales recorrieron seis comunas ofreciendo espectáculos gratuitos como música, teatro y ferias artísticas. La iniciativa nació como parte de las celebraciones por los 140 años de EFE.

### Programa de Apoyo a Organizaciones Culturales Colaboradoras (PAOCC)
Uno de los ejes de la gestión de Carolina Arredondo como ministra de las Culturas ha sido el fortalecimiento del Programa de Apoyo a Organizaciones Culturales Colaboradoras (PAOCC), orientado a entregar financiamiento y acompañamiento a instituciones culturales con vocación pública y de largo plazo. Este programa busca consolidar una red de espacios y organizaciones que, desde distintos territorios, promuevan la creación artística, la circulación de obras y el acceso democrático a la cultura.
En 2025, el PAOCC alcanzó un hito histórico al contar por primera vez con un financiamiento estable mediante glosa en la Ley de Presupuestos de la Nación. Esta medida aseguró la continuidad del programa más allá de la lógica de concursabilidad anual, permitiendo a las organizaciones beneficiarias planificar estratégicamente sus proyectos y otorgando mayor certidumbre financiera para su sostenibilidad.
El programa reconoce y apoya a decenas de organizaciones en diversas regiones del país, incluyendo teatros, centros culturales, museos comunitarios, fundaciones y colectivos artísticos. Entre sus objetivos estratégicos se encuentran:
- Descentralización cultural: garantizar que la oferta artística y patrimonial llegue a regiones y comunas fuera del área metropolitana.
- Formación de públicos: desarrollar programas de mediación y educación artística que fortalezcan el acceso de niñas, niños, jóvenes y comunidades a la cultura.
- Fortalecimiento institucional: profesionalizar la gestión y entregar herramientas de sostenibilidad a largo plazo a las organizaciones colaboradoras.
- Diversidad cultural: reconocer expresiones culturales diversas, incluyendo pueblos originarios, comunidades migrantes y territorios rurales.

Según el Ministerio, el PAOCC ha apoyado a más de un centenar de organizaciones, que en su conjunto movilizan anualmente a decenas de miles de personas a actividades artísticas y culturales en todo Chile. Su consolidación mediante glosa presupuestaria ha sido considerada como un paso decisivo en la visión de la ministra Arredondo de la cultura como derecho social, integrando el fomento cultural en la estructura permanente del Estado y asegurando su financiamiento en el tiempo.

### Pase Cultural (2025)
En julio de 2025, lanzó el Pase Cultural, aporte único de $50.000 dirigido a quienes cumplen 18 o 65 años y pertenecen al 40 % más vulnerable o con PGU. La medida, apoyada con más de $15.630 millones, beneficiará a más de 312.600 personas y se implementa a traves un "bolsillo electrónico" a mediante de CuentaRUT.  
En julio de 2025, se comunicó que en la Región del Biobío serían más de 29.000 los beneficiarios del programa.
Jornada informativa del Pase Cultural  
El 8 de agosto se realizó una jornada en el Centro Arte Alameda para capacitar a agentes culturales sobre la implementación del Pase Cultural. Arredondo subrayó la importancia de que estos espacios fueran promotores activos del programa.

### Educación artística y patrimonial
El 19 de noviembre de 2024, junto al ministro de Educación, presentó las primeras Políticas Nacionales de Educación Artística y Educación Patrimonial, orientadas a garantizar la formación cultural en escuelas y promover la memoria colectiva entre los más jóvenes.

### Patrimonio cultural
Durante el Día de los Patrimonios 2025, Arredondo comenzó la conmemoración con un desayuno en la Vega Central y señaló la relevancia de esta fiesta cultural para construir identidad y futuro. El evento tuvo más de 3.600 actividades en 330 comunas.

### Sistema Nacional de Bibliotecas Públicas
En 2024, el sistema alcanzó cobertura en 338 comunas con más de 680 servicios. Además, introdujo iniciativas como “Patrimonio Virtual” y programas de lectura en primera infancia, consolidando su rol comunitario e inclusivo.

### Participación cultural y lectura
En agosto de 2025 presentó la Encuesta Nacional de Participación Cultural y Comportamiento Lector 2024, que reveló que el 75,4 % de personas mayores de 15 años en zonas urbanas asistieron a actividades culturales en el año previo.

### Declaraciones y visión política
Arredondo ha enfatizado que “la cultura es un derecho social” y que las políticas deben garantizar ese acceso, en particular para los sectores más vulnerables.  
También ha insistido en que “mientras otros países debilitan sus políticas culturales, Chile está fortaleciendo la cultura”.

### Resumen de avances clave
- Presupuesto reforzado: incremento del 45 % para 2025.
- Pase Cultural: aporte único de $50.000 para 312.600 personas vulnerables.
- Trenes Culturales: 2024–2025, espectáculos itinerantes gratuitos en seis comunas.
- Puntos de Cultura Comunitaria: 294 organizaciones culturales comunitarias apoyadas en 194 comunas.
- Financiamiento estable PAOCC: a partir de 2025, el Programa de Apoyo a Organizaciones Culturales Colaboradoras cuenta con recursos asegurados en la Ley de Presupuestos mediante glosa específica, fortaleciendo su continuidad y estabilidad financiera.[42]
- Educación cultural: políticas nacionales en arte y patrimonio presentadas en 2024.
- Participación ciudadana: Día de los Patrimonios, Encuesta Cultural 2024, cobertura bibliotecaria.
- Visión política: cultura como derecho social y fortalecimiento institucional frente a recortes.

## Pensamiento político
Arredondo a través de redes sociales ha mostrado su compromiso político por distintas problemáticas sociales como el proceso constituyente, temáticas medioambientales, feminismo y la concientización sobre el autismo. En su momento, se mostró a favor del aborto en 3 causales vigente en Chile.
Políticamente independiente, Arredondo ha respaldado públicamente las candidaturas presidenciales de Alejandro Guillier y Gabriel Boric, además de ser considerada especialmente afín a la diputada Karol Cariola. En 2021 asumió como directora y vocera del colectivo Cultura por el Apruebo, y apareció junto integrantes de Los Venegas en la campaña televisiva del Apruebo en marco del Plebiscito constitucional de Chile de 2022.

## Filmografía
| Año  | Título            | Personaje    | Notas |
| ---- | ----------------- | ------------ | ----- |
| 2013 | Gritos del bosque | Ana Catrilaf |       |

| Año  | Título                | Personaje              | Canal    |
| ---- | --------------------- | ---------------------- | -------- |
| 1994 | Rojo y miel           | Catalina Bello         | TVN      |
| 2005 | Amor en tiempo récord | Trinidad Figueroa      | TVN      |
| 2006 | Floribella            | Valentina Urmeneta     | TVN      |
| 2010 | Martín Rivas          | Lidia Fuentes          | TVN      |
| 2011 | Témpano               | Lisette Gutiérrez      | TVN      |
| 2013 | Solamente Julia       | Fernanda Salgado       | TVN      |
| 2016 | Pobre gallo           | Llankuray Inalaf       | Mega     |
| 2017 | Amanda                | Melisa Arenas          | Mega     |
| 2018 | Si yo fuera rico      | Tamara Martínez        | Mega     |
| 2019 | La reina de Franklin  | María Conchita Canales | Canal 13 |
| 2020 | Yo soy Lorenzo        | Cora Arancibia         | Mega     |
| 2021 | Amar profundo         | Begoña Guajardo        | Mega     |

| Año       | Título                                    | Personaje           | Canal          |
| --------- | ----------------------------------------- | ------------------- | -------------- |
| 1998-2000 | Vigías del sur                            | Marisol La Barrera  | Discovery Kids |
| 2006-2010 | Los Venegas                               | Camila Ríos Venegas | TVN            |
| 2006      | Mea Culpa                                 | Jacqueline / Iris   | TVN            |
| 2006      | Mujer rompe el silencio                   |                     | Mega           |
| 2007      | El día menos pensado, episodio "El miedo" | María José          | TVN            |
| 2007      | Pecados capitales                         |                     | Chilevisión    |
| 2008      | Mi verdad                                 |                     | Chilevisión    |
| 2012      | Infieles, episodio "Pescado frito"        | Leni                | Chilevisión    |
| 2012      | El diario secreto de una Profesional      | Elvira Álvarez      | TVN            |
| 2013      | Los 80                                    | Érica Rojas         | Canal 13       |

## Teatro
El siguiente listado se encuentra incompleto.
- 2009: Heldenplatz
- 2009: Almuerzo en casa de Ludwig
- 2011: Los que van quedando en el camino
- 2011: Ardiente paciencia
- 2012: El cepillo de dientes
- 2012: Estas tres hermanas cubanas, Teatro del Puente.
- 2012: La pequeña historia de Chile
- 2022: Blackbird
- 2022: Clase de Ética en Teatro Mori.

## Premios
- 2009: Premio a la Mejor actriz por Heldenplatz en el Festival Nacional de Teatro Universitario (FESTESA).
- 2013: Premio a la Mejor Actriz por Estas tres hermanas cubanas por el Festival de Teatro de la Universidad Mayor.
- 2018: TARIKAPUY, proyecto ganador de la Fábrica de innovación del HUB de la Municipalidad de Providencia.